# Кемппи, Хилкка
Хилкка Кемппи (фин. Hilkka Kemppi; род. 19 мая 1988, Асиккала, Пяйят-Хяме, Финляндия) — финский политический деятель. Заместитель председателя партии «Центр». Депутат эдускунты с 2019 года. Председатель организации Союз народонаселения (Väestöliitto) с 2023 года.

## Биография
Родилась 19 мая 1988 года в Асиккала.
В 2007 году окончила школу в Вяяксю, в 2010 году — Университет прикладных наук Хяме (HAMK) по программе «Менеджмент на предприятиях ресторанно-гостиничного бизнеса и туризма», в 2016 году — Лапландский университет, получила степень магистра гуманитарных наук и специальность преподавателя.
В 2015 году — помощник депутата эдускунты от партии «Центр».
Активно участвовала в студенческом движении. В 2013 году вступила в правление Студенческого союза Лапландского университета (LYY), в 2014 году — в правление финского Студенческого союза (SYL). В 2015 году — председатель студенческой организации партии «Центр» (KOL). В 2015—2017 годах — председатель молодёжной организации партии «Центр».
На период 2015—2019 годов была председателем Государственного молодёжного совета (Valtion nuorisoneuvosto) при Министерстве образования и культуры Финляндии.
По результатам муниципальных выборов 2017 года избрана в совет Асиккалы, стала председателем совета. Переизбрана на выборах 2021 года.
В 2017—2018 годах Кемппи работала экспертом в программе изменений в сфере услуг для детей и семьи Пяйят-Хяме и в 2018—2019 годах в Союзе Пяйят-Хяме (Päijät-Hämeen liitto) в качестве разработчика реформы.
Баллотировалась на парламентских выборах 2015 года в округе Хяме, получила 2472 голоса, но не была избрана. По результатам парламентских выборов 2019 года избрана депутатом эдускунты в округе Хяме. Обошла на выборах однопартийца, бывшего министра по вопросам семьи и базовых социальных услуг и депутата Юху Рехулу, чем лишила его места в парламенте, — Кемппи получила единственный мандат «Центра» в округе. Переизбрана по результатам выборов 2023 года. Член Комитета сельского и лесного хозяйства (2019), Комитета по конституционному праву (2019—2023), Комитет по культуре (2019—2023), член финской делегации в Совете Европы (2022—2023), Комитета по иностранным делам (2023), заместитель председателя  Комитета сельского и лесного хозяйства (2023), член Комитета по социальным вопросам и здравоохранению с 28 июня 2023 года, делегат детского фонда Itsenäisyyden juhlavuoden lastensäätiö (Itla) с 2019 года.
На партийном съезде в Оулу в 2020 году баллотировалась на выборах заместителя председателя партии, но не была избрана. Избрана третьем заместителем председателя партии «Центр» на период 2023—2024 годов на внеочередном партийном съезде в Турку в 2023 году после отставки Риикки Пакаринен. Хилкка Кемппи получила 760 из 1145 голосов, а её конкурентка, депутат эдускунты Ханна Рясянен (Хуттунен) — 384. Переизбрана вице-председателем на партийном собрании 16 июня 2024 года.
На осеннем собрании 30 ноября 2022 года организации Союз народонаселения (Väestöliitto) избрана новым председателем на период 2023—2025 годов. Союз народонаселения занимается поддержкой молодёжи, вопросами семьи и народонаселения.
Избрана председателем делегации Студенческого фонда здравоохранения (YTHS) на период 2023—2024 годов.

## Личная жизнь
В августе 2022 года вышла замуж за адвоката Микке Кари (Micke Kari), от которого ранее, в феврале 2021 года родила ребёнка. В феврале 2024 года объявила, что ждёт рождения второго ребёнка в июле.